# 24679 Van Rensbergen
24679 Van Rensbergen este un asteroid din centura principală de asteroizi.

## Descriere
24679 Van Rensbergen este un asteroid din centura principală de asteroizi. A fost descoperit pe 3 noiembrie 1989 la Observatorul La Silla de Eric Walter Elst. Asteroidul prezintă o orbită caracterizată de o semiaxă mare de 2,22 ua, o excentricitate de 0,12 și o înclinație de 6,2° în raport cu ecliptica.